# Les vêtements cascadeurs
Les vêtements cascadeurs o Transformations élastiques és una pel·lícula de curtmetratge en blanc i negre muda de França del 1908, produïda per Pathé Frères dirigida per Jean Durand i en la qual hi treballà com a director de fotografia Segundo de Chomón.

## Trama
Una dona i un home vestits amb esmòquing apareixen per una porta. Ella li arrenca primer el cap i després la roba, mentre que els braços i les cames es recomponen en un altre home vestit inicialment de policia, després de camperol, de xinès i fins i tot de Napoleó.

## Repartiment
- Joachim Renez